# Höchster Hafen

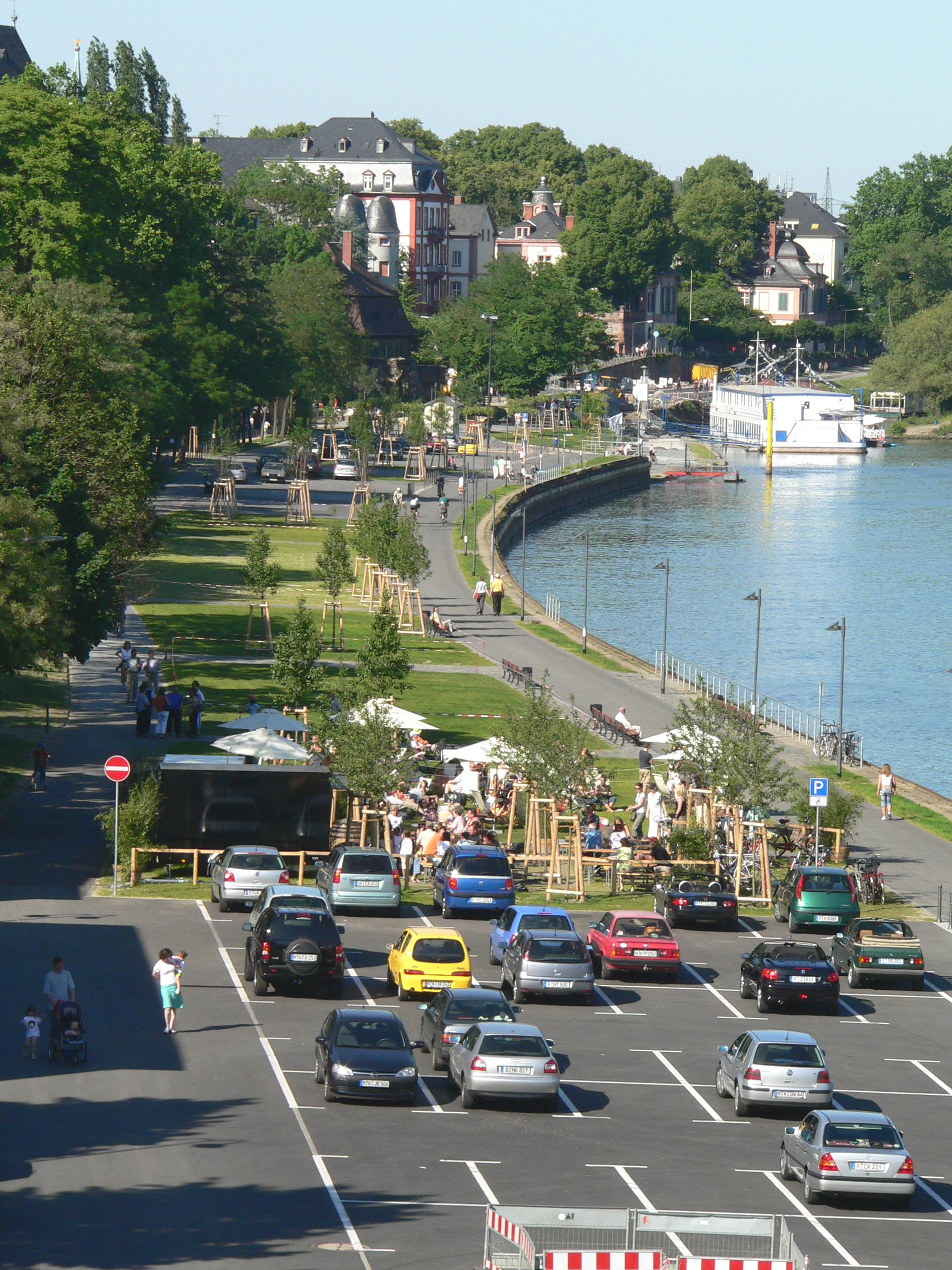
Höchster Mainufer mit dem ehemaligen Hafenkai im Jahr 2006

Der Höchster Hafen war ein städtischer Binnenhafen im Frankfurter Stadtteil Höchst. Die Anfänge des ursprünglich in der Niddamündung und später am Main gelegenen Hafens reichen bis in die römische Zeit des späten ersten Jahrhunderts zurück. Der Höchster Mainhafen bestand bis 1982. Seit 2006 ist der ehemalige Hafen eine Uferpromenade mit Grünanlagen und Biergarten.

## Geschichte des Höchster Hafens

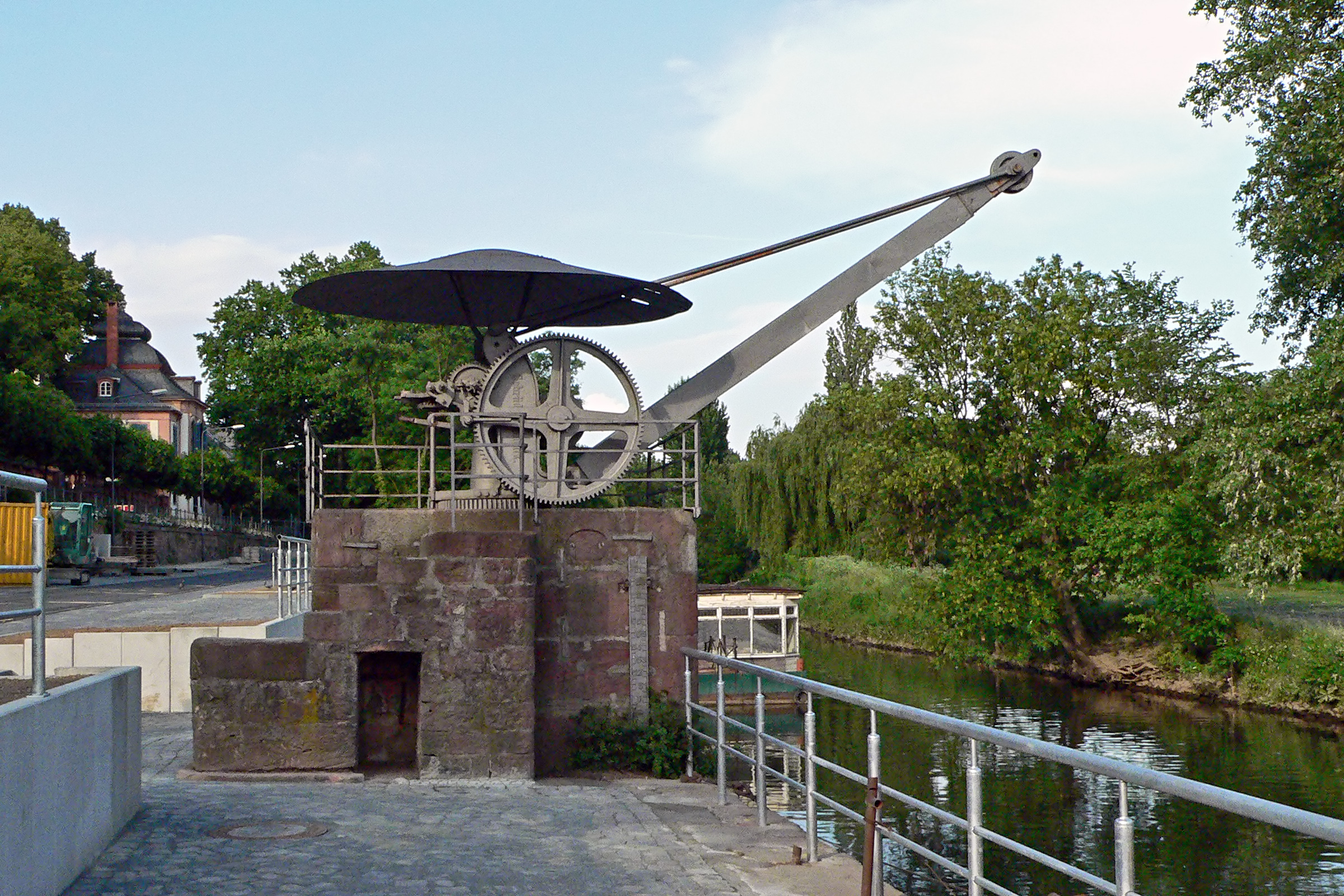
Verladekran auf einem Sockel aus dem Jahr 1770 an der Niddamündung

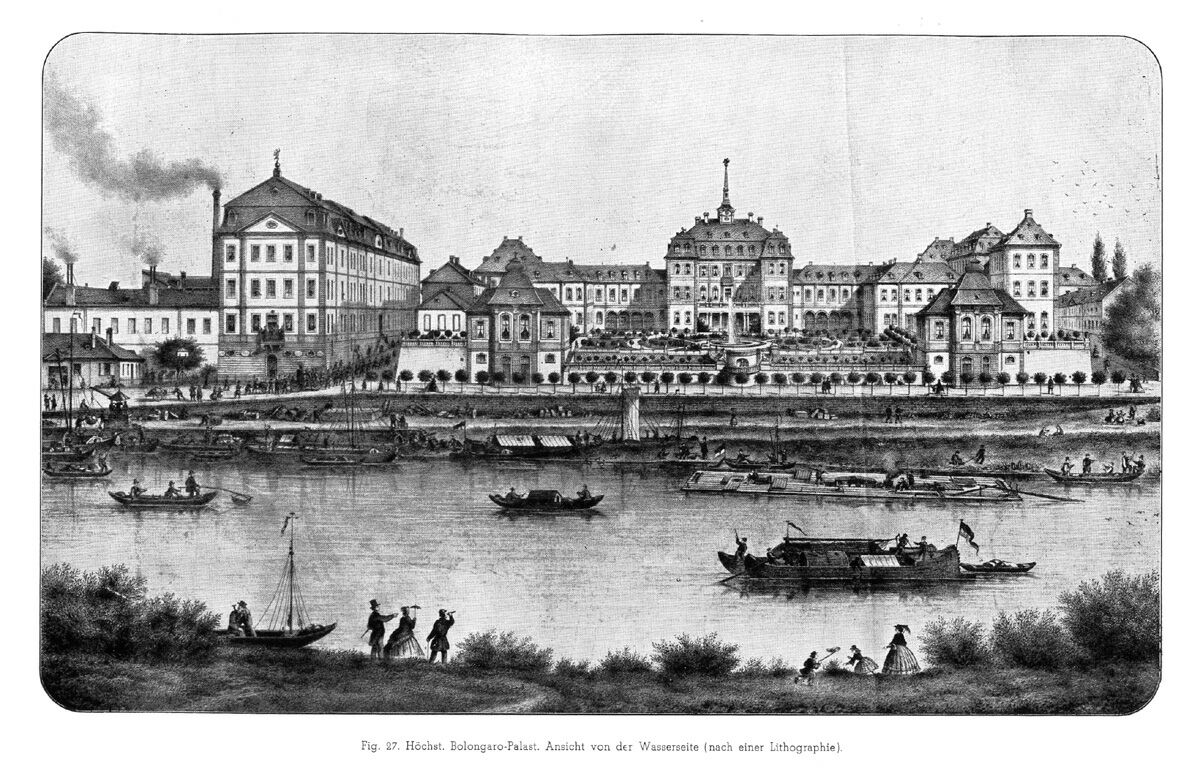
Schiffsverkehr auf dem Main bei Höchst zu Beginn des 19. Jahrhunderts, im Hintergrund der Bolongaropalast

Im Bereich des späteren Höchst entstand kurz nach der Zeitenwende ein römisches Auxiliarkastell der Legio XXII Primigenia, die hier in den Jahren von 85 bis 120 eine Ziegelbrennerei betrieb. In der geschützten Niddamündung wurde in Höhe der Wörthspitze, die zu dieser Zeit noch eine Insel zwischen dem Main und zwei Mündungsarmen der Nidda bildete, ein Hafen eingerichtet. Der Hafen diente der Versorgung der römischen Truppen und der Anlandung von Baumaterial für den Limes im Taunus. Nach dem Rückzug der Römer im 3. Jahrhundert fiel die Siedlung wüst und der Hafen wurde nicht mehr genutzt.
Erst ab dem Ende des 8. Jahrhunderts kann wieder von einer Schiffslände in diesem Bereich ausgegangen werden. Güter, die per Schiff vom Rhein mainaufwärts kamen, wurden hier umgeladen und per Wagen über den Lindenweg und durch die kurzen Hessen Richtung Vogelsberg weitertransportiert. Ein baulich angelegter Hafen ist zu dieser Zeit jedoch weder archäologisch noch in Urkunden nachweisbar. Doch die Erhebung eines Mainzolls und die Existenz einer mainzischen Zollburg in Höchst seit dem 12. Jahrhundert und die seit dem 14. Jahrhundert täglich verkehrenden Marktschiffe zwischen Frankfurt und Mainz, die mittags in Höchst anlegten, lassen auf einen Flusshafen schließen. Erst um 1450 wird ein Mainhafen mit erheblichem Warenumschlag in Höchst in Schriften bezeugt. Mit Gründung der Höchster Neustadt zum Ende des 18. Jahrhunderts wurde der Höchster Hafen wieder in die Niddamündung verlegt. Hier blieb der Hafen bis zum Beginn des 20. Jahrhunderts. Ein alter handbedienter Verladekran des 19. Jahrhunderts auf einem barocken Sandsteinsockel aus dem Jahr 1770 zeugt noch vom ehemaligen Hafen an dieser Stelle.

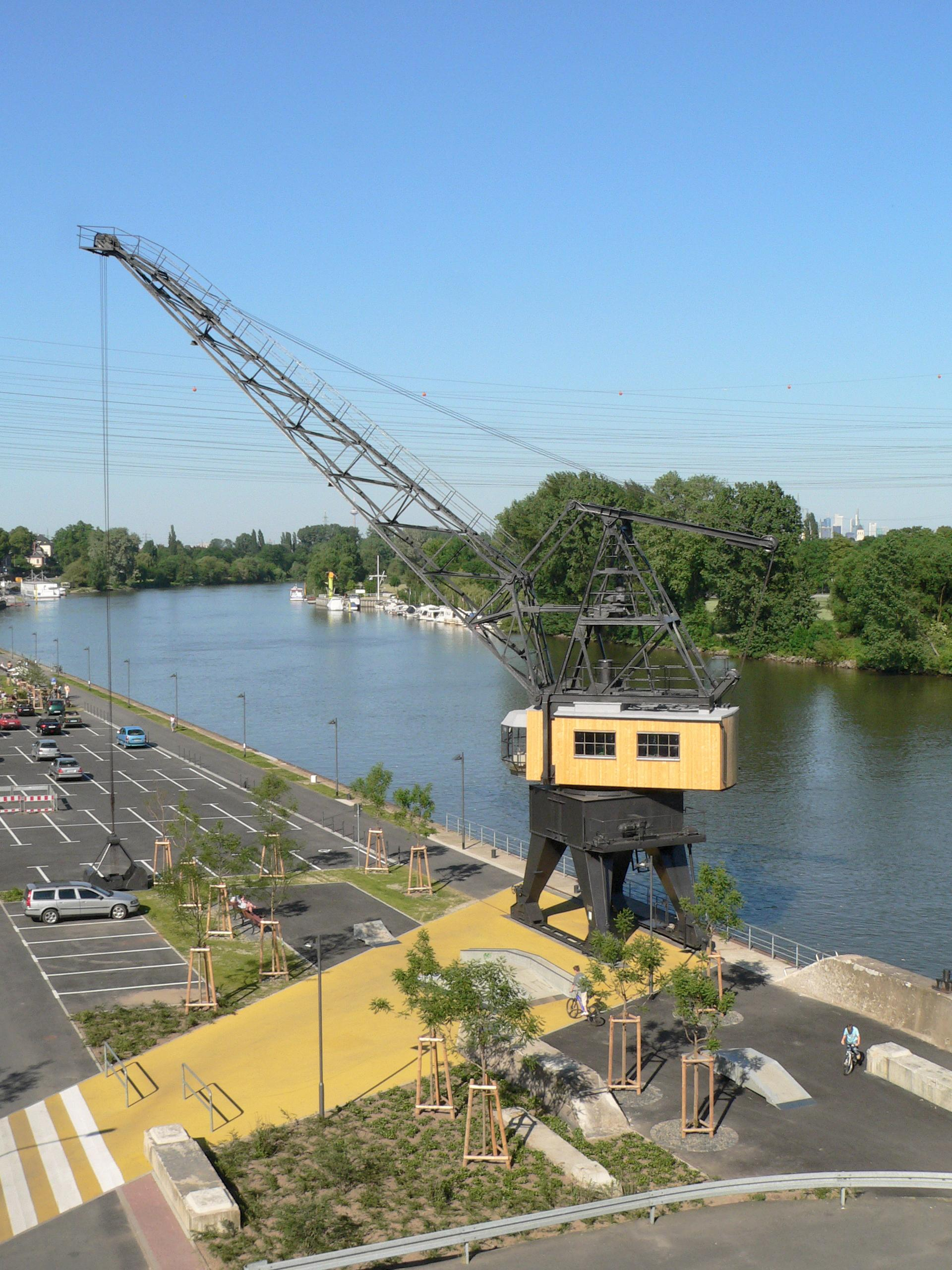
Alter MAN Drehkran für den Kohleumschlag als Industriedenkmal am Höchster Mainufer

Im Jahr 1873 kaufte die Stadt Höchst das Mainufer zwischen der Gemarkung Nied und dem Höchster Zolltor an, um hier eine städtische Werft zu errichten. Dies bedeutete, dass wieder ein Hafen am Mainufer entstand. Zwischen 1882 und 1885 wurde der Untermain kanalisiert und zur Schifffahrtsstraße ausgebaut, um die größeren Schiffe und wachsenden Güterströme der Gründerzeit bewältigen zu können. Etwas oberhalb der Niddamündung wurde die Schleuse Höchst als eine von fünf Staustufen am Untermain erbaut, die bis 1932 in Betrieb war. Die Höchster Werftanlagen wurden zu einem Kai ausgebaut und in den Jahren von 1892 bis 1912 bis zur heutigen Leunabrücke erweitert. Ab dem Jahr 1908 wurde das Höchster Mainufer um zwei Meter aufgeschüttet und die Kaimauer entsprechend erhöht. 1914 erreichte der Hafen seine endgültige Größe; drei Portalkräne standen für Ladearbeiten bereit. Hauptsächlich wurden Holz für die Höchster und Kelkheimer Möbelindustrie sowie Rohmaterialien für die Höchster Metallindustrie umgeschlagen. Im Westteil des Hafens wurden Kohlen für das 1910 errichtete Kraftwerk Höchst der Main-Kraftwerke entladen.
Ab den 1970er Jahren setzten wirtschaftliche Veränderungen ein, die den Höchster Hafen in seiner bisherigen Form unrentabel machten. Der Güterverkehr verlagerte sich zunehmend auf die Straße; es wurden in wachsendem Maße Container eingesetzt, die in Höchst nicht entladen werden konnten. Größere Abnehmer von Massengütern gab es seit dem Niedergang der Metall- und Möbelindustrie in Höchst nicht mehr. Daher stellte die Stadt Frankfurt 1982 den Hafenbetrieb in Höchst ein, lediglich die Versorgung des Kraftwerks mit Kohle lief bis zu dessen Stilllegung 1999. Der Mainkai dient seitdem nur noch gelegentlich als Anleger für Binnenschiffe, die dort eine Fahrtpause einlegen.
Der Höchster Mainkai wurde seit der Stilllegung des Hafens als Parkplatz und Platz für die jährliche Höchster Kerb genutzt. 2004/2005 wurde das alte Kraftwerk abgerissen. Im Jahr 2006 ließ die Stadt Frankfurt den Höchster Mainkai umgestalten. Die Parkplätze wurden auf zwei Flächen an der Fähre und der Leunabrücke reduziert, der dazwischen liegende Platz zu einer Grünanlage mit Uferpromenade und einem sommerlichen Biergarten umgewandelt. Der verbliebene der drei Verladekräne, ein 1954 von MAN gebauter Wipp-Drehkran mit 3 Tonnen Tragkraft, wurde als Industriedenkmal restauriert. Der ehemalige Höchster Hafen ist Teil der Route der Industriekultur Rhein-Main.